# هتوم دوم
هتوم دوم (ارمنی: Հեթում Բ) پادشاه ارمنستان از سلسله پادشاهی ارمنی کیلیکیه بود که جانشین پدرش لوون سوم شد و بین سال‌های از ۱۲۸۹ تا ۱۳۰۵م. به تناوب سلطنت نمود وی پادشاهی با روحیهٔ ناپایدار و ضعیف بود و به دلیل نداشتن درایت کافی درحل و فصل مشکلات سیاسی و نظامی به ویژه در رویارویی با حوادث و مهاجمان خارجی چندین بار از مسند قدرت کناره گرفت و تخت پادشاهی کیلیکیه را خالی گذاشت و سرانجام در سال ۱۳۰۵ سلطنت را به برادرزاده‌اش لوون چهارم واگذار نمود. هتوم دوم به همراه لوون چهارم در سال ۱۳۰۷ م. به دست مغولان کشته شد